# Commentariolus
Commentariolus (latín; en español «pequeños comentarios») es un bosquejo de cuarenta páginas difundido en 1507 por Nicolás Copérnico. Se considera una primera formulación de su revolucionario modelo heliocéntrico del universo . Después de un largo desarrollo posterior de su teoría, Copérnico publicó la versión completa en 1543 en su prominente obra De revolutionibus orbium coelestium.
Copérnico escribió Commentariolus algo antes de 1514 e hizo circular copias entre sus amigos y colegas. Por lo tanto, esta obra comenzó a conocerse entre los contemporáneos de Copérnico, aunque nunca fue impresa durante su vida. En 1533, Johann Albrecht Widmannstetter dio una serie de conferencias en Roma explicando la teoría de Copérnico. El papa Clemente VII y varios cardenales escucharon las conferencias y se interesaron en las teorías. El 1 de noviembre de 1536, Nikolaus von Schönberg, arzobispo de Capua y desde el año anterior, cardenal, escribió a Copérnico desde Roma y le pidió una copia de sus escritos «cuanto antes como sea posible».
Aunque las copias del Commentariolus circularon un tiempo después de la muerte de Copérnico, pasaron posteriormente a ser desconocidas y su existencia previa permaneció conocida solo indirectamente, hasta que una copia manuscrita que había sobrevivido fue descubierta y publicada en la segunda mitad del siglo XIX.

## Resumen
Copérnico hizo siete postulados:
1. No todos los cuerpos celestes giran alrededor de un único punto,
2. El centro de la Tierra es el centro de la esfera lunar (la órbita de la Luna alrededor de la Tierra).
3. Todas las esferas giran alrededor del Sol, que se encuentra cerca del centro del universo
4. La distancia entre la Tierra y el Sol es una fracción insignificante de la distancia de la Tierra y el Sol a las estrellas. Por esto, no se observa paralaje en las estrellas.
5. Las estrellas están inmóviles; su movimiento diario aparente es debido a la rotación diaria de la Tierra.
6. La tierra se mueve en una esfera alrededor del Sol, lo que causa el movimiento anual aparente del Sol; la Tierra tiene más de un movimiento.
7. El movimiento orbital de la Tierra alrededor del Sol causa el movimiento retrógrado aparente de los planetas.